# Station Łaskarzew Przystanek
Station Łaskarzew Przystanek is een spoorwegstation in de Poolse plaats Łaskarzew.